# Accelerate (canção)
"Accelerate" é uma canção da artista musical norte-americana Christina Aguilera, contida em seu futuro oitavo álbum de estúdio Liberation (2018). Composta pela própria artista em conjunto com os rappers Ty Dolla $ign e 2 Chainz — que colaboraram ainda com os vocais —, a obra contém como compositores adicionais Ernest Brown, Carlton Mays Jr., Ilsey Juber, Bibi Bourelly, Kirby Dockey, Taylor Parks, Kanye West e Che Pope, enquanto sua colaboração foi realizada pelos dois últimos em parceria com Mike Dean. A faixa foi lançada em 3 de maio de 2018, através da RCA Records, servindo como o primeiro single do disco.

## Recepção crítica
De modo geral, a canção recebeu avaliações medianas. Numa avaliação para a Pitchfork, o crítico Sheldon Pearce diz: "Seu single de estreia, "Accelerate", uma colaboração entre os rappers Ty Dolla $ign e 2 Chainz, é certamente a liberação de algo, apesar de não estar claro — senão a habilidade musical ou então a provocação banal de seus álbuns anteriores. A canção também é produzida por Kanye West, num momento em que não tem tomado as melhores decisões de sua carreira. [...] E, se "Accelerate" é algo, é certamente um gancho de atenções. Existem, pelo menos, duas canções enredadas em algum lugar, além de diversas mutações, com total ausência de consistência ou direção. Não é mais do que o comum, é uma série de episódios desconexos com elementos supérfluos."
Bradley Stern, do portal MuuMuse afirma: "[Accelerate] não é uma canção pop em sua essência, mas um hip-hop polarizado e recheado com dois rappers [...] Musicalmente falando, a primeira reprodução da canção pode soar estranha do início ao fim, mas há intenção atrás de cada nota, e, em um certo ponto, começa a fazer sentido. [...] Não é um retorno massivo da forma que todos esperavam, mas é uma escolha interessante para a reintrodução artística de Christina." Christopher Rosa, da revista Glamour, avaliou a canção e salientou: "A canção é boa, caso não fosse o primeiro lançamento de Aguilera em seis anos. Suas antigas canções como "Your Body", "Not Myself Tonight", "Ain't No Other Man", "Dirrty", "Genie in a Bottle" têm algo em comum: remetem e encaixam em Christina. [...] É inegável que tais canções não lembrem Christina — e "Accelerate" não soa como Christina. Soa divididamente equivocada e não há o suficiente de Christina na canção, sendo perfeitamente colocada como terceiro ou quarto single do álbum."
Em termos de desempenho, a música falhou em conseguir marcar o grande regresso da cantora após 6 anos de ausência. “Accelerate” vendeu apenas 9 mil unidades na sua semana de lançamento nos Estados Unidos, falhando a sua entrada na Billboard Hot 100, que é a tabela mais importante de single dos Estados Unidos.

## Desempenho
| Tabela musical (2018)                                       | Melhor posição |
| ----------------------------------------------------------- | -------------- |
| Canadá - Digital Song Sales - Billboard                     | 49             |
| França - Downloads (SNEP)                                   | 157            |
| Escócia - Official Charts Company                           | 74             |
| Grécia - Digital Singles (IFPI Greece)                      | 100            |
| Reino Unido - Download (Official Charts Company)            | 71             |
| Estados Unidos - Bubbling Under Hot 100 Singles (Billboard) | 24             |

## Histórico de lançamento
| País  | Data              | Formato                     | Gravadora |
| ----- | ----------------- | --------------------------- | --------- |
| Mundo | 3 de maio de 2018 | Download digital, streaming | RCA       |